# 上泉駅
上泉駅（かみいずみえき）は、群馬県前橋市上泉町にある上毛電気鉄道上毛線の駅である。

## 歴史
かつては当駅に隣接して会社直営のプール（竹の花プール）が設けられ、夏期のみ営業を行っていたが、河川の改修により廃止されている。
- 1928年（昭和3年）11月10日 - 開業[2]。
- 1965年（昭和40年）9月8日 - 河川改修により駅を南へ5 mほど移設。同時に併設のプールを廃止。
- 1983年（昭和58年）7月1日 - 無人化。

## 駅構造
島式ホーム1面2線を有する地上駅。無人駅である。

### のりば
| 入口側 | ■上毛線 | 下り | 西桐生方面   |
| 反対側 | ■上毛線 | 上り | 中央前橋方面 |

- 案内上ののりば番号は設定されていない。
- 駅舎は設置されていない。なお、入口側には保線区がある。
- ホームに公衆電話が1台設置されている。

## 利用状況
1日の平均乗降人員は以下の通りである。
| 年度   | 1日平均人数 |
| ------ | ----------- |
| 2011年 | 96          |
| 2012年 | 100         |
| 2013年 | 98          |
| 2014年 | 100         |
| 2015年 | 108         |
| 2016年 | 118         |
| 2017年 | 98          |
| 2018年 | 92          |

## 駅周辺
- 前橋市役所桂萱出張所
- 前橋上泉郵便局
- 桂萱公民館
- 前橋市 学校給食北部共同調理場
- 諏訪神社（上泉信綱が奉納した獅子舞）
- 国土交通省関東運輸局群馬運輸支局
- 前橋生鮮食料品総合地方卸売市場
- 前橋市立桂萱中学校
- 前橋市立桂萱小学校
- 群馬県道3号前橋大間々桐生線

## 隣の駅
上毛電気鉄道
■上毛線
片貝駅 - 上泉駅 - 赤坂駅